# Miroslav Taborsky
Miroslav Taborsky (Praga, 9 novembre 1959) è un attore ceco.

## Biografia
Attore in origine cecoslovacco, la cui carriera si è svolta principalmente in USA, è famoso per aver interpretato il Conte Hasimir Ferning nella mini-serie TV Dune - Il destino dell'universo e il mugnaio ne I fratelli Grimm e l'incantevole strega.

## Filmografia parziale

### Cinema
- Dune - Il destino dell'universo - mini-serie TV, regia di John Harrison (2000)
- I fratelli Grimm e l'incantevole strega (The Brothers Grimm), regia di Terry Gilliam (2005)
- Hostel, regia di Eli Roth (2005)

## Doppiatori italiani
Nelle versioni in italiano delle opere in cui ha recitato, Miroslav Taborsky è stato doppiato da:
- Massimo Lodolo in Dune - Il destino dell'universo
- Luca Biagini in Wonder White Bird